# Réserve de vie sauvage du Trégor
La réserve de vie sauvage du Trégor est un espace naturel privé, située dans les Côtes-d'Armor en bordure du fleuve côtier le Léguer, géré comme une réserve naturelle dédiée à la vie sauvage.

## Historique
Cet espace a fait l'objet d'une donation en 2013.
L'inauguration sous forme de réserve de vie sauvage a eu lieu en 2017.

## Géographie
Cette zone de 60 hectares se situe à proximité de la station de pompage de Keriel. Elle est composée principalement de futaies et de taillis et pourvue d’une ripisylve très peu altérée qui accueille une faune et flore riches.
Elle est bordée par le Léguer qui se transforme à la fin en un large estuaire débouchant dans la Manche en Baie de Lannion. L’essentiel de son cours est naturel depuis l’effacement en 1996 du barrage de Kernansquillec qui permet désormais le libre déplacement des sables et graviers et la formation de belles frayères pour la lamproie marine et la migration du saumon atlantique.

## Vie sauvage
Les principaux animaux que l'on peut rencontrer sont la loutre, les chauves-souris (petit et grand rhinolophe), le saumon atlantique qui y migre depuis la mer ou encore l'escargot de Quimper, endémique de Bretagne.

## Gestion et administration
Cette zone est une propriété de l'Association pour la protection des animaux sauvages, qui considère qu'elle correspond à une zone de catégorie Ib (zone de nature sauvage) pour l'Union internationale pour la conservation de la nature. Seule la balade à pied y est autorisée.
Elle est la troisième des cinq réserves de vie sauvage de l'association, après celles du Grand Barry et des Deux-Lacs (Drôme) puis récemment celle du Vercors et du Ranquas.
Après la réserve sauvage du Grand Barry, elle est le deuxième territoire en France à avoir intégré le réseau Rewilding Europe, un programme de préservation de la nature sauvage en Europe.

## Tourisme
Les deux sentiers existants ont été circonscrits pour permettre d'une part d’effectuer une longue boucle de 2 heures environ en longeant le Léguer et d'autre part de réaliser une petite balade de 45 minutes dans la forêt, ce qui permet finalement de visiter en totalité la zone, sous réserve de respecter une charte pour ne pas déranger les animaux et préserver les lieux.